# Ештаоль (ліс)
Ештаоль (івр. יער אשתאול) — ліс в Ізраїлі, розташований біля міста Бейт-Шемеш та мошавів Ештаоль, Таоц і Неве-Шалом, на захід від Лісу Мучеників. Це один з найбільших лісів країни та популярне місце відпочинку її мешканців. Ліс є переважно штучним, насажений Єврейським національним фондом, що і зараз продовжує догляд за лісом. Площа лісу становить 12 000 дунамів (12 км²).